# Tini Wijnen
Martinus „Tini oder Tiny“ Johannes Wijnen (* 16. Juni 1930 in Nijmegen, Niederlande; † 3. Februar 2000 in Dänemark) war ein niederländischer Karambolagespieler in der Disziplin Cadre, nahm aber auch am Pentathlon teil.

## Karriere
Wijnen, Sohn eines Försters, war Billardspieler und hauptberuflich Barkeeper. Er war auf die Disziplinen Cadre 47/1, 47/2 und 71/2 sowie den Pentathlon spezialisiert. Im Mai 1973 emigrierte der zwölfmalige Niederlandmeister nach Dänemark, wo er bis zu seinem Tod im Jahr 2000 lebte. Seit Mitte/Ende der 1970er besaß er auch die dänische Staatsbürgerschaft und spielte bei verschiedenen europäischen Turnieren für Dänemark. Am 13. Januar 1963 gewann er die Cadre-47/2-Europameisterschaft im spanischen Huelva. Bei Weltmeisterschaften musste sich Wijnen oft mit dem 4. Platz zufriedengeben. Seine Karriere verlief parallel zu der von Henk Scholte, der die „Nachfolge“ von Piet van de Pol angetreten hatte, wodurch beide Konkurrenten waren, aber sich auch gegenseitig anspornten. Als Wijnen ausgewandert war, trat Hans Vultink seine Nachfolge an und wurde zwischen 1972 und 1985 zum erfolgreichsten Spieler der Niederlande im Cadre.
Sein Sohn René nahm in den 1980ern zweimal an der Ehrenklasse-Meisterschaft (1. Liga) teil. Er überreichte einen von seinem Vater zur Verfügung gestellten Pokal („Tiny Wijnen Bokaal“), während dieser an der Europameisterschaft im spanischen Murcia teilnahm.
Der inzwischen 64-Jährige nahm 1994 noch am Dreiband-Weltcup in Kairo teil, wurde Gruppenzweiter der Qualifikationsrunde, womit er in der Endrunde der Letzten 32 stand. Dort unterlag er dem stärkeren und deutlich jüngeren Paul Stroobants aus Belgien in 0:3 Sätzen. Es war seine letzte internationale Turnierteilnahme.

## Erfolge
International
- Cadre-47/2-Europameisterschaft:  1963  1960, 1964, 1965
- Cadre-47/1-Europameisterschaft:  1965  1962, 1981
- Cadre-71/2-Europameisterschaft:  1960, 1963, 1967

- Fünfkampf-Europameisterschaften für Nationalmannschaften:  1969

National
- Niederländische Cadre 47/1-Meisterschaft:  1961, 1962, 1966  1963, 1964, 1965  1967, 1968, 1969
- Niederländische Cadre 47/2-Meisterschaft:  1960, 1965, 1969, 1970 (Neo-Cadre)  1958, 1963, 1964, 1972  1961
- Niederländische Cadre 71/2-Meisterschaft:  1960, 1963, 1964, 1967  1959, 1961, 1965, 1972  1966, 1968, 1969
- Niederländische Fünfkampf-Meisterschaft:  1969  1970

Quellen: 